# La-Yesca-Talsperre
Die La-Yesca-Talsperre ist eine im November 2012 in Betrieb genommene Talsperre am Río Grande de Santiago 90 km nordwestlich von Guadalajara auf der Grenze der mexikanischen Bundesstaaten Nayarit und Jalisco. Der Bau des Schüttdammes begann 2007, nachdem Empresas ICA den Bauauftrag gewonnen hatte. Die feierliche Eröffnung erfolgte am 6. November 2012. Die Talsperre dient dem Betrieb eines Wasserkraftwerks mit 750 MW Leistung und ist Teil des Wasserkraftsystems am Santiago. Mit dem Bau wird der Wasserabfluss reguliert und die Wasserkraftnutzung an den unterhalb gelegenen Talsperren El Cajón und Aguamilpa verbessert.

## Beschreibung der Stauanlage
Die Talsperre La Yesca ist ein 220 m hohes und 628 m langes Absperrbauwerk in der CFRD-Bauform mit einem Bauwerksvolumen von 11,9 Mio. m³. Die Kronenhöhe liegt auf 579 m über Meereshöhe. Die Fläche des Einzugsgebiets beträgt 51.590 km². Auf der linken Seite des Staudamms ist die Hochwasserentlastung mit sechs Radialverschlüssen angeordnet. Ihre maximale Ableitungskapazität beträgt 15.915 m³/s. Der Stausee weist ein Volumen von 2500 Mio. m³ bei einer Wasseroberfläche von 33,4 km² auf, von dem 1392 Mio. m³ für die Stromerzeugung nutzbar sind. Die normale Stauhöhe liegt bei 575 m über dem Meeresspiegel. Das Kraftwerk besteht aus zwei 375 MW Generatoren mit Francis-Turbinen, die schätzungsweise jährlich 1210 GWh Strom erzeugen können.